# PH

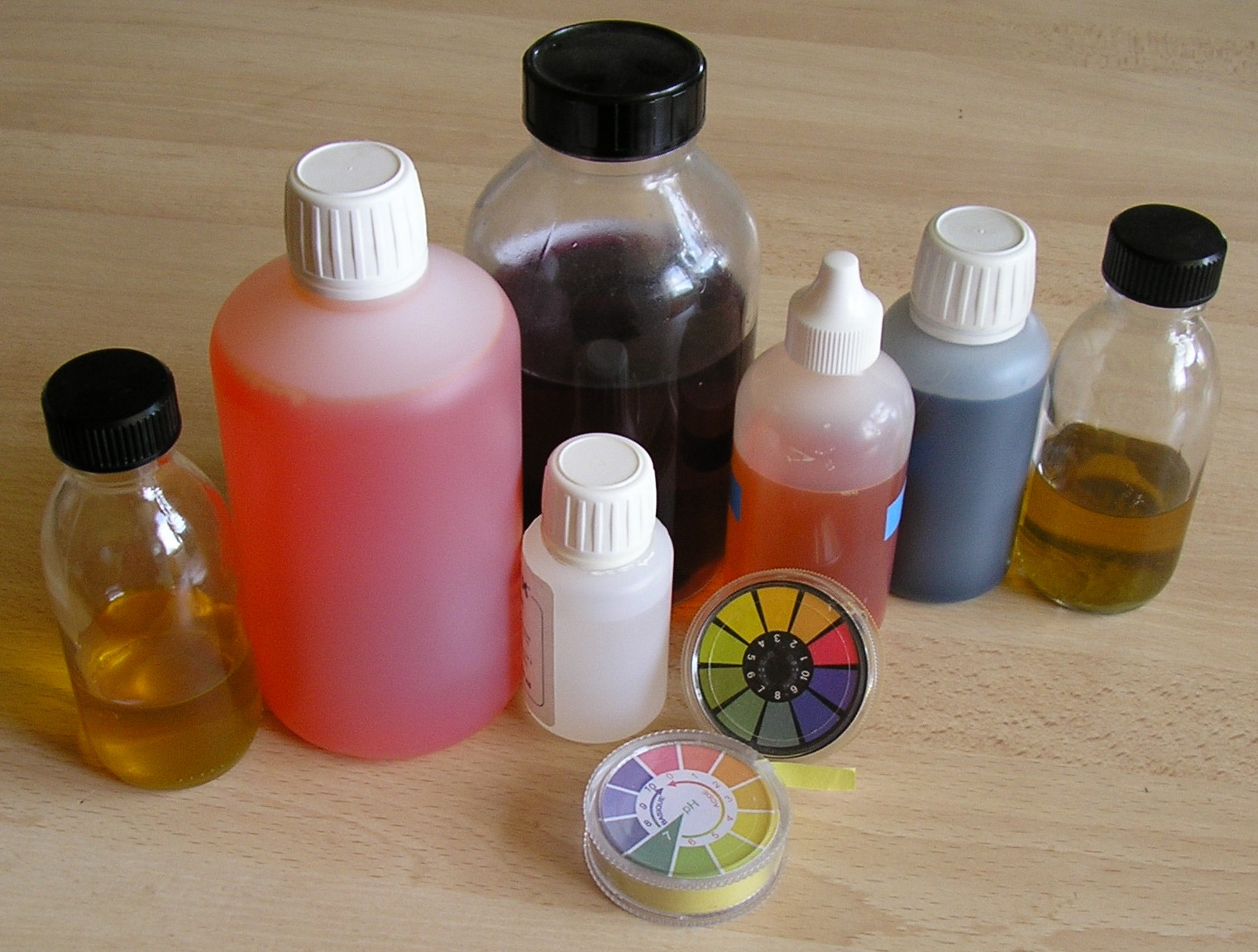
colores indicadores de pH.

El potencial de hidrógeno (pH) es un índice utilizado ampliamente en química, que expresa el grado de acidez o alcalinidad de una disolución acuosa. El pH está relacionado con la concentración iones de hidrógeno presentes en determinadas disoluciones. Este término fue acuñado por el bioquímico danés S. P. L. Sørensen (1868-1939), quien lo definió en 1909 como el opuesto del logaritmo en base 10 o el logaritmo negativo de la actividad de los iones de hidrógeno. Entonces sería:

{\displaystyle {\mbox{pH}}=-\log _{10}{a}_{\rm {H^{+}}}}

## Introducción
El significado exacto de la p en «pH» no está claro, pero, de acuerdo con la Fundación Carlsberg, significa «poder o potencial de hidrógeno». Otra explicación es que la p representa los términos latinos pondus hydrogenii («cantidad de hidrógeno») o potentia hydrogenii («capacidad de hidrógeno»). El término "potencia" también podría hacer referencia al método de cálculo, usando logaritmos.  También se sugiere que Sørensen usó las letras p y q (letras comúnmente emparejadas en matemáticas) simplemente para etiquetar la solución de prueba (p) y la solución de referencia (q). Actualmente en química, la notación p se ha extendido a otras situaciones en que se manejan  valores muy bajos, como concentraciones muy bajas o constantes de equilibrios muy desfavorables, como las  constantes de disociación ácida, que se expresan, con ayuda de la notación p, como pKa , cuando se refieren a ácidos débiles. Es decir, como logaritmo negativo de la constante de acidez (Ka).
La notación pH se utiliza universalmente por lo práctico que resulta para evitar el manejo de cifras largas y complejas. En disoluciones diluidas, en lugar de utilizar la actividad del ión hidrógeno, se le puede aproximar empleando la concentración molar del ión hidrógeno, [H+] o [H3O+]. Por ejemplo, una concentración de [H3O+] = 1×10−7 M, lo que equivale a: 0.000 000 1 M y que finalmente es un pH de 7, ya que pH = –log[10−7] = 7.
En disolución acuosa, la escala de pH varía, típicamente, de 0 a 14. Son ácidas las disoluciones con pH menores que 7 (el valor del exponente de la concentración es mayor, porque hay más iones hidrógeno en la disolución). Por otro lado, las disoluciones alcalinas tienen un pH superior a 7. La disolución se considera neutra cuando su pH es igual a 7, por ejemplo el agua.
Esta expresión es útil incluso para disoluciones que no tengan comportamiento ideal, como las disoluciones no diluidas. En estos casos si se desea un cálculo más exacto del pH se debe emplear la actividad  (ɑ), ya que representa la concentración efectiva.

## Definición

Reacción de autoionización del agua.

El pH se define como el logaritmo negativo de base 10 de la actividad de los iones hidrógeno:
{\displaystyle {\mbox{pH}}=-\log _{10}{a}_{\rm {H^{+}}}}
Se considera que p es un operador logarítmico sobre la concentración de una disolución p = –log[...]. También se define el pOH, como el logaritmo negativo de la concentración de iones hidróxido.
{\displaystyle \mathrm {pOH} =-\log _{10}{a}_{\rm {OH^{-}}}}
Debido a la reacción de autoprotólisis del agua, en esta existe una pequeña cantidad de iones OH– y H3O+, de acuerdo con la reacción:
{\displaystyle {\ce {2H2O <=> H3O+ + OH-}}}
con su correspondiente constante de equilibrio, que en este caso se denomina producto iónico del agua y se representa por Kw:
{\displaystyle K_{\rm {w}}={\rm {[{H_{3}O}^{+}]\cdot [{OH}^{-}]}}}
Donde:
- {\displaystyle K_{\rm {w}}}  vale 1.0x10−14
- {\displaystyle {\rm {[H_{3}O^{+}]}}} es la concentración de iones hidronio
- {\displaystyle {\rm {[OH^{-}]}}} es la concentración de iones hidroxilo

Por lo tanto,
{\displaystyle \log K_{\rm {w}}=\log \mathrm {[H^{+}]} +\log \mathrm {[OH^{-}]} }
{\displaystyle -14=\log \mathrm {[H^{+}]} +\log \mathrm {[OH^{-}]} }
{\displaystyle 14=-\log \mathrm {[H^{+}]} -\log \mathrm {[OH^{-}]} }
{\displaystyle {\rm {pH+pOH=14}}}
Estas expresiones matemáticas permiten relacionar directamente los valores del pH y del pOH.
En disoluciones no acuosas (disoluciones alcohólicas o de otros disolventes que también presenten autoprotólisis ) o fuera de condiciones normales de presión y temperatura, un pH de 7 puede no ser el neutro. En estos casos, el pH al cual la disolución es neutra está relacionado con la constante de disociación del disolvente en el que se trabaje.

## Medición del pH

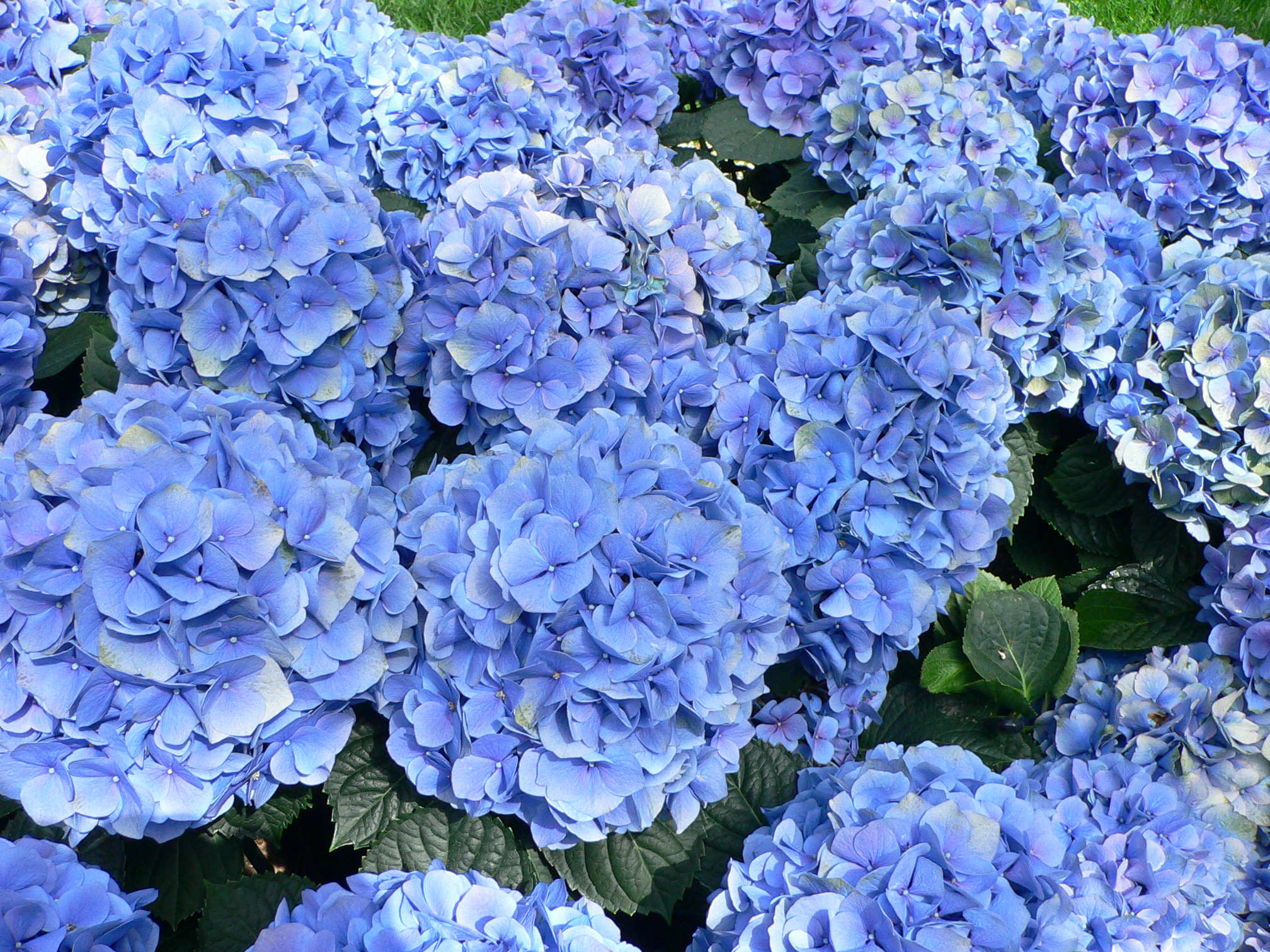
Existe un mito según el cual, dependiendo del pH del suelo, la hortensia (Hydrangea) puede poseer flores rosas o azules. En suelos ácidos (pH < 7) las flores son azules; en suelos básicos (pH > 7) son rosas. Sin embargo, en realidad depende de la génetica y pueden verse fácilmente hortensias azules al lado de hortensias rosas.

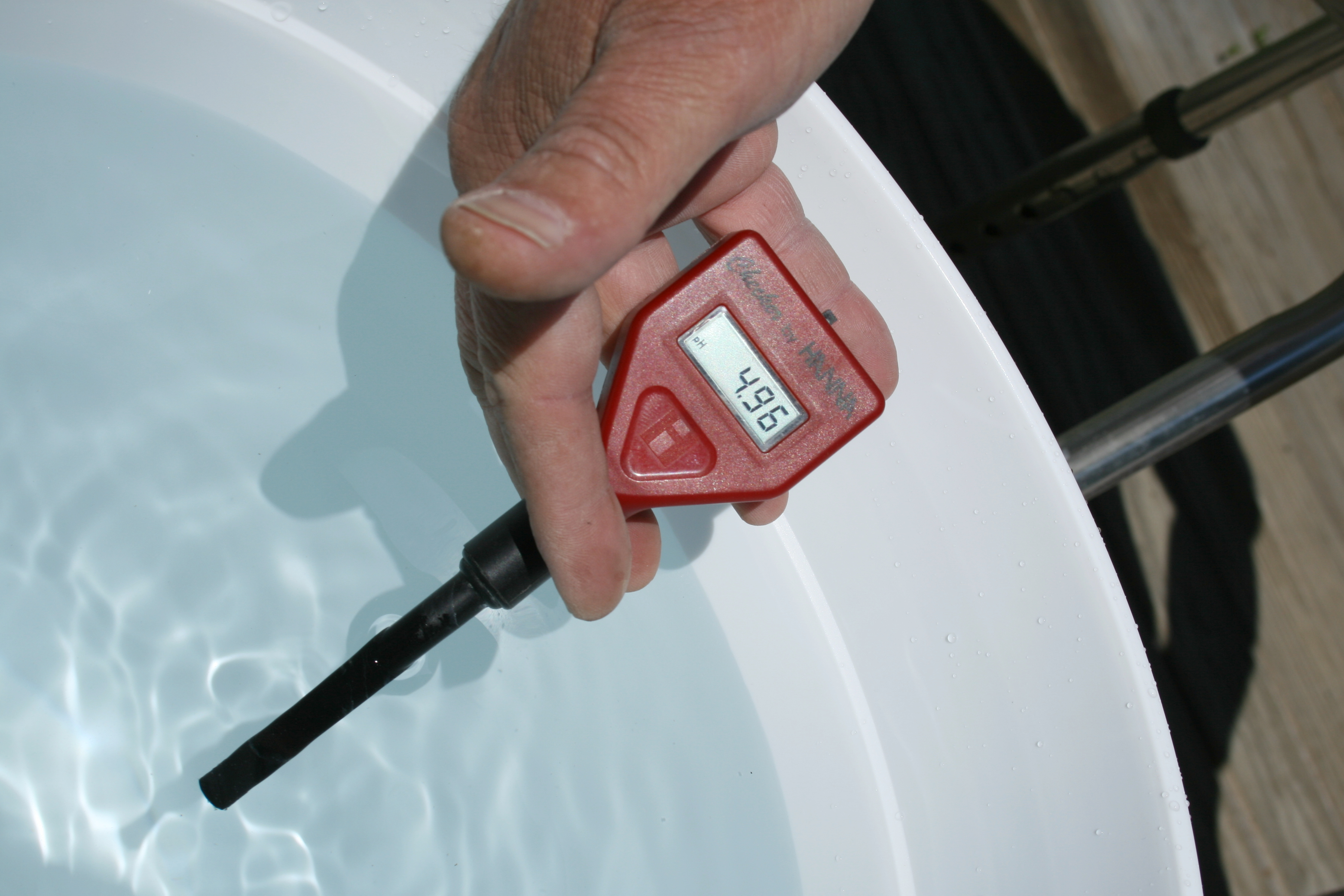
pH-metro. Instrumento para medir el pH de las disoluciones.

El valor del pH se puede medir de forma precisa mediante un potenciómetro, también conocido como pH-metro (/pe achímetro/ o /pe ache metro/), un instrumento que mide la diferencia de potencial entre dos electrodos: un electrodo de referencia (generalmente de plata/cloruro de plata) y un electrodo de vidrio que es sensible al ión de hidrógeno.
El pH de una disolución se puede medir también de manera aproximada empleando indicadores: ácidos o bases débiles que presentan diferente color según el pH. Generalmente se emplea un papel indicador, que consiste en papel impregnado con una mezcla de indicadores cualitativos para la determinación del pH. El indicador más conocido es el papel de litmus o papel tornasol. Otros indicadores usuales son la fenolftaleína y el naranja de metilo.
La determinación del pH es uno de los procedimientos analíticos más importantes y más utilizados en química y bioquímica. El pH determina muchas características notables de la estructura y de la actividad de las moléculas, por lo tanto, del comportamiento de células y organismos.
El pH que es medido en el laboratorio, generalmente no es el mismo que el calculado mediante la ecuación: {\displaystyle \mathrm {pH} =-\log[H^{+}]}, porque el valor numérico de la concentración de iones hidrógeno, no es igual al valor de su actividad, excepto, para las disoluciones diluidas.

## Disoluciones amortiguadoras

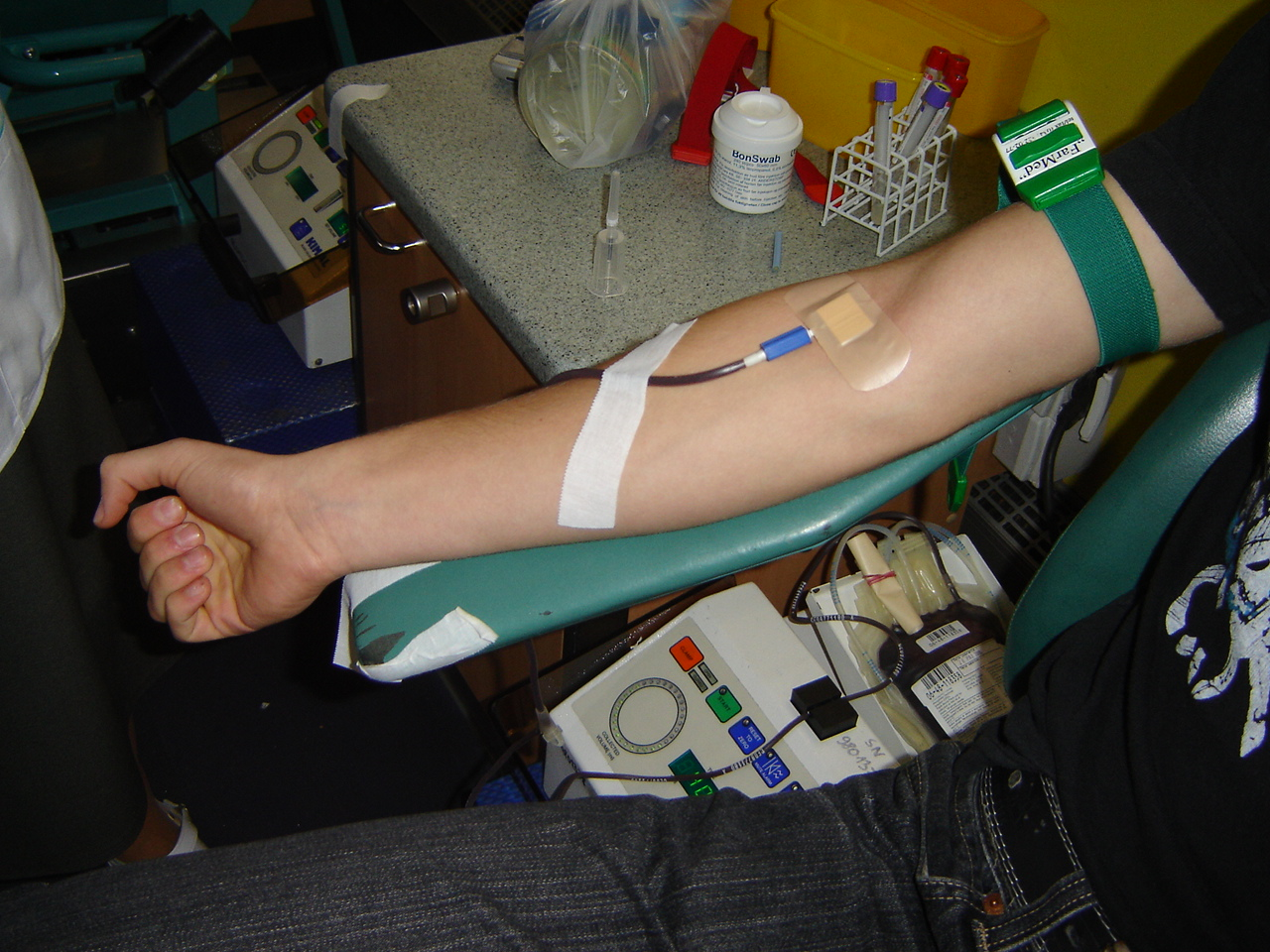
Inyección intravenosa. Las inyecciones contienen disoluciones reguladoras para mantener el pH del cuerpo humano, cuando se realiza una reacción química.

Diversas reacciones químicas que se generan en disolución acuosa necesitan que el pH del sistema se mantenga constante, para evitar que ocurran otras reacciones no deseadas. Las disoluciones reguladoras, amortiguadoras o búfer, son capaces de mantener la acidez o basicidad de un sistema dentro de un intervalo reducido de pH.
En 1917 Hasselbalch propuso la ecuación pertinente para calcular el pH de disoluciones amortiguadoras. La ecuación que postuló es la siguiente:
Además, se debe establecer la concentración total del par conjugado, {\displaystyle C_{t}={\rm {{[base]}+{[acido]}}}} para fijar un valor de pH determinado.
Estas disoluciones contienen como especies predominantes, un par ácido/base conjugado en concentraciones apreciables. La capacidad reguladora que posea la disolución depende de la cantidad presente del ácido débil y su base débil conjugada, mientras mayor sea esta cantidad, mayor será la efectividad de dicha disolución. El que sean ácidos y bases débiles significa que actúan como electrólitos débiles, en pocas palabras, no se ionizan por completo en agua. La reacción de neutralización es una reacción entre un ácido y una base. Generalmente en las reacciones acuosas ácido-base se generan agua y una sal.
El organismo dispone de tres recursos para mantener el pH en valores compatibles con la vida:
1. Amortiguadores (disoluciones buffer).
2. Regulación pulmonar del pCO2: presión parcial de gas carbónico de un medio gaseoso (aire) o líquido (sangre). Normalmente es de 40 mm de Hg en el aire alveolar (paCO2) y en la sangre arterial (paCO2), y de 45 a 48 mm de Hg en la sangre venosa mezclada (pvCO2). El pCO2 de la sangre mide el CO2 disuelto en el plasma sanguíneo.[7]
3. Reabsorción y excreción renal de bicarbonato y excreción de ácidos.[8]

Las variaciones de pH en nuestro organismo pueden modificar ciertos procesos fisiológicos, tal es el caso de la reacción enzimática. Cada enzima de nuestro cuerpo tiene un intervalo de pH, que comúnmente se le conoce como "pH óptimo", en el cual la enzima desarrolla su máxima actividad. Si esta se encuentra en condiciones fuera del pH óptimo, puede reducir su velocidad de activación, modificar su estructura, o lo que es peor, dejar de funcionar.
Algo más cotidiano para nosotros son las inyecciones. Los fluidos que se emplean para preparar específicamente las inyecciones intravenosas, incluyen un sistema amortiguador para que la sangre mantenga su pH. Con todo esto se refleja la importancia de las disoluciones amortiguadoras, ya que sin estas, todas las reacciones químicas de los organismos, no podrían realizarse de manera eficaz.

## pH de algunas sustancias
| Sustancia     | pH aproximado |
| ------------- | ------------- |
| Jugo de limón | 2.4           |
| Piel humana   | 5.5           |
| Leche         | 6.5           |
| Sangre        | 7.35-7.45     |
| Detergente    | 10.5          |

Para obtener un indicador orgánico se puede utilizar col morada siguiendo estos pasos:
1. Cortar la col en tiras.
2. En un mortero colocar la col morada y molerla.
3. Colocar alcohol en la disolución.
4. Filtrar la sustancia con un filtro de papel.
5. Colocar sustancias en varios recipientes: bicarbonato de sodio, limón, pomelo, vinagre, agua o limpiador de horno.
6. Verter en cada recipiente el indicador del ítem 4.

Si los resultados son los siguientes se extrajo el indicador con éxito:
| Sustancia            | Color de la disolución | Clasificación ácido/base |
| -------------------- | ---------------------- | ------------------------ |
| Vinagre              | Rosa                   | Ácida                    |
| Bicarbonato de sodio | Verde                  | Base                     |
| Jugo de toronja      | Fucsia                 | Ácida                    |
| Alcohol              | Verde azulado          | Base                     |
| Limpiador de horno   | Amarillo               | Base                     |
| Jugo de limón        | Fucsia                 | Ácida                    |
| Agua                 | Violeta                | Neutra                   |

## El pH en las piscinas

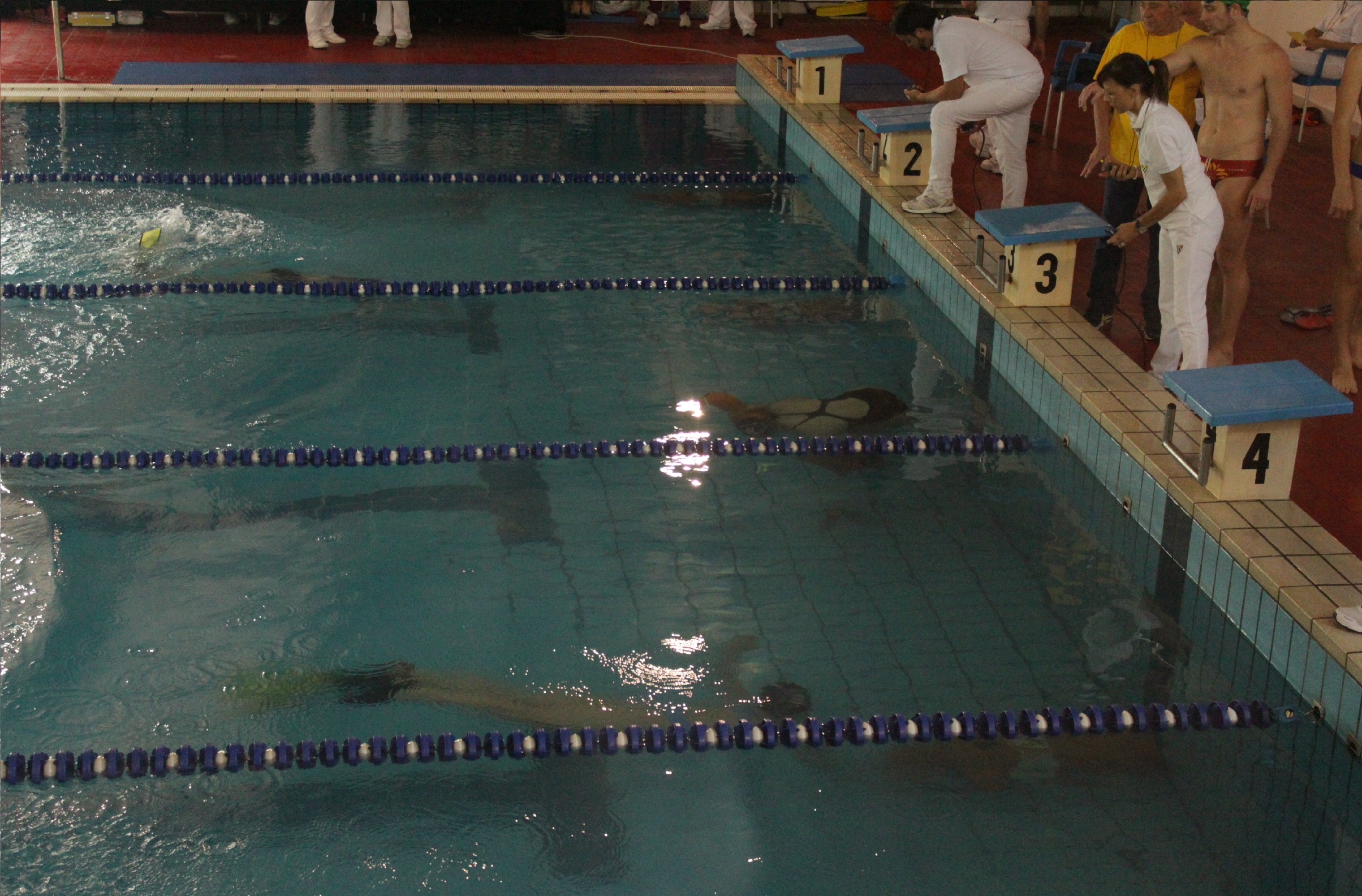
La calidad del agua en una piscina depende directamente del pH, si no se le da mantenimiento puede provocar enfermedades.

El pH se relaciona mucho con la calidad del agua en las piscinas. Esto es así porque el cloro sólo hace efecto si el pH del agua de la piscina está entre 6.5 y 8. Si el pH del agua es superior a 8 o inferior a 6.5, por más cloro que se añada este no actuará. Por ello es importante vigilar que el pH esté siempre entre 6.5 y 8. Esta previsión es clave para asegurar que la piscina permanezca en buen estado. Un pH de agua demasiado elevado (superior a 8) produce agua turbia, incrustaciones e irritación de ojos, orejas, nariz y garganta.